# Província de Iquique (Peru)
A Província de Iquique foi uma antiga divisão territorial do Peru, que existiu desde 1878 até 1883. Foi criada a partir da divisão da Província Litoral de Tarapacá, em 1878, junto com a criação do Departamento de Tarapacá. Após a derrota peruana na Guerra do Pacífico esta província foi anexada ao Chile. Atualmente forma parte da Província de Iquique e da Região de Tarapacá, no Chile.

## Divisão Política
Em 1878, esta província se divide nos seguintes distritos.
- Pisagua,
- Iquique,
- Patillos e
- Pica.

## Capital
A capital desta província era a cidade de Iquique.

## Véase também
- Tacna, Arica e Tarapacá até 1929
- Iquiqueños peruanos